# Инцидент на съёмках фильма «Раст»

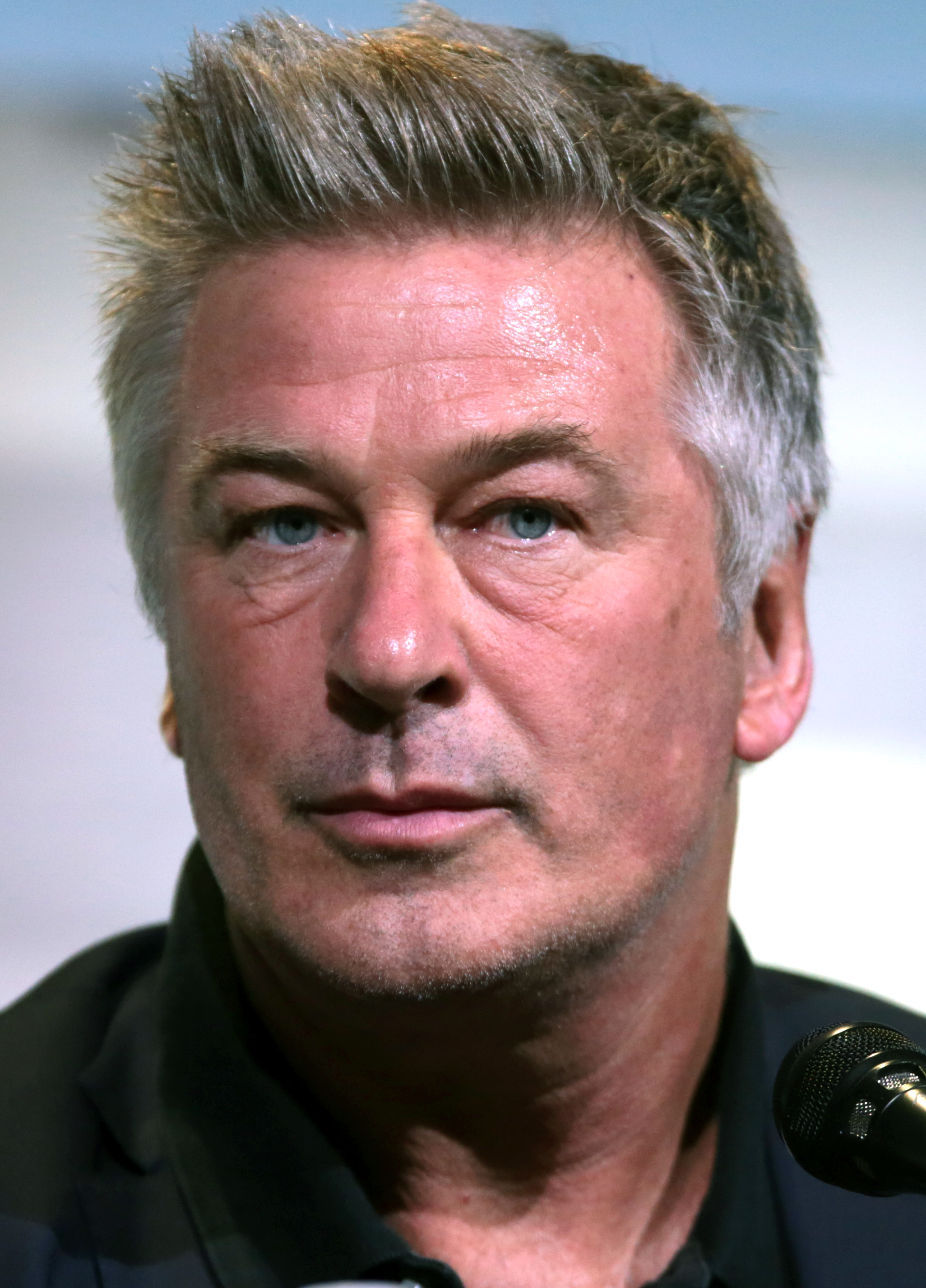
Алек Болдуин, 2016

21 октября 2021 года актёр Алек Болдуин во время съёмок фильма «Раст» на ранчо Бонанза-Крик в Санта-Фе, штат Нью-Мексико, разрядил реквизитное огнестрельное оружие, которое ему передал помощник режиссёра Дэйв Холлс, убив оператора Галину Хатчинс и травмировав режиссёра Джоэла Соуза.

## Предыстория
29 мая 2020 года стало известно, что Алек Болдуин станет продюсером вестерна «Раст», а также сыграет в нём одну из главных ролей. 4 октября 2021 года в Голливуде началась бессрочная забастовка из-за ненадлежащих и опасных условий работы и низкой оплаты труда. Съемки фильма «Раст» начались 6 октября  на ранчо Бонанза-Крик в Санта-Фе, штат Нью-Мексико. С самого начала в работе приняли участие Джоэл Соуза, Алек Болдуин, Галина Хатчинс и остальная съёмочная команда.
Сразу во время съёмок разразился конфликт между съёмочной группой и руководством. Съёмочная группа жаловалась на ненадлежащие и опасные условия труда, её часть присоединились к забастовке. Галина Хатчинс также планировала поддержать требования забастовщиков, в частности, она выражала поддержку им в своём Инстаграме.
16 октября на съёмках фильма были произведены два незапланированных выстрела.

## Инцидент

Оператор Галина Хатчинс, погибшая в результате инцидента

21 октября 2021 года актёр Алек Болдуин был на съёмках, когда помощник режиссёра Дэйв Холлс вручил ему огнестрельное оружие. Затем 63-летний Болдуин разрядил огнестрельное оружие, произведя выстрел в грудь оператору Галине Хатчинс и в сторону стоящего позади неё режиссёра Джоэла Соузы, ранив его в плечо. Сразу после инцидента Галину Хатчинс доставили вертолётом в больницу Университета Нью-Мексико в Альбукерке; Соуза был доставлен каретой скорой помощи в Региональный медицинский центр Christus St. Vincent в Санта-Фе. В тот же день Галина Хатчинс скончалась в больнице.
Алека Болдуина допросили полицейские и отпустили без предъявления обвинений. По данным офиса шерифа округа Санта-Фе, было начато расследование, в ходе которого выясняется, «какой тип пули был выпущен» и почему это произошло. В тот же день вечером Соузу выписали из больницы.
Вечером 23 октября 2021 года в Civic Plaza в Альбукерке состоялось прощание при свечах в память об операторе Галине Хатчинс. Акцию организовали объединения IATSE Local 600 и IATSE Local 480 из Международного альянса профсоюзов работников театральной сцены.

## Расследование
22 октября 2021 года Болдуин разослал твит, в котором выразил свою печаль в связи со случаем, унесшим жизнь Галины Хатчинс.
Нет слов, чтобы передать мои шок и грусть по поводу трагического инцидента, унесшего жизнь Галины Хатчинс — жены, матери и нашей уважаемой коллеги. Я полностью сотрудничаю со следствием, чтобы разобраться, как произошла эта трагедия, и на связи с её мужем, предлагаю свою поддержку ему и его семье. Сердце разрывается за её мужа, их сына и всех, кто знал и любил Галину.
Он также указал на свое полное сотрудничество в текущем полицейском расследовании инцидента, что было подтверждено офисом шерифа. Болдуин заявил, что пистолет ему передал ассистент режиссёра Дэйв Холлс. Ни Холлс, ни Болдуин, по их утверждениям, не знали, что оружие заряжено.
1 февраля 2023 года стало известно, что прокуратура выдвинула обвинение Алеку Болдуину и консультанту по оружию Ханне Гутьеррес-Рид по двум пунктам статьи о непредумышленном убийстве. Следствие установило, что Алек Болдуин не прошел запланированную часовую подготовку по использованию оружия, а Ханна Гутьеррес-Рид, по версии прокуратуры, не требовала прохождения обучения и не соблюдала технику безопасности при хранении патронов. Судебное разбирательство по делу было назначено на 6 декабря 2023 года.
19 января 2024 года Алеку Болдуину было предъявлено повторное обвинение в непредумышленном убийстве Галины Хатчинс в 2021 году. Обвинение поcле продолжительного расследования официально предъявлено решением большого жюри штата Нью Мексико, в котором и произошло убийство в 2021 году. Алек Болдуин обвинялся в двух преступлениях: в убийстве из-за небрежного обращения с огнестрельным оружием находившемся в его руках — он направил оружие прямо в женщину, Галину Хатчинс и произвёл выстрел, что было доказано экспертизой, и в преступной халатности и безразличию по отношению к другим и их безопасности. Обвинению предшествовало длительное расследование с проведением тщательной экспертизы оружия из которого Болдуин произвёл смертельный выстрел в направлении кинооператора Галины Хатчинс.
6 марта 2024 года Ханна Гутьеррес-Рид была признана виновной в неумышленном причинении смерти. По версии обвинения, перед началом съемок Гутьеррес-Рид не проверила оружие, из-за чего упустила наличие реальных патронов в пистолете. Прокурор заключила, что Ханна неоднократно нарушала правила безопасности на съемочной площадке, действовала «небрежно» и «бездумно». Ее действия, по словам обвинителя, и привели к смерти Галины Хатчинс. 15 апреля Гутьеррес-Рид приговорили к 18 месяцам тюрьмы.
13 июля 2024 года дело в отношении Болдуина было закрыто судьей Мари Соммер без права возобновления в связи с процессуальными нарушениями. В ходе судебного разбирательства криминалист заявил в суде, что человек по имени Трой Теске, бывший сотрудник полиции, передал следствию пули, которые могли иметь отношение к этому делу. Теске дружит с отчимом осужденной по делу Ханны Гутьеррес-Рид. Он также работал с помощником по реквизиту съемочной группы. По словам адвоката Болдуина, эти патроны могли быть связаны со смертью Хатчинс, но были зарегистрированы в другом деле под другим номером. Прокуроры утверждали, что пули не имели отношения к делу и не соответствовали пулям, найденным на съемочной площадке. Однако судья Мэри Марлоу Соммер постановила, что их следовало передать команде защиты Болдуина..

## Последствия
После непреднамеренного убийства Хатчинс Болдуин стал очень религиозным и обратился за наставлениями к священнослужителям церкви Христа, у которых он просил помощи и моральной поддержки, и был наставлен молиться ежедневно с самого раннего утра. Болдуин совершает раннюю молитву, когда все ещё спят, и завершает каждый день вечерней молитвой перед сном. Будучи рождён в семье католиков и воспитан в католической религии, Алек Болдуин в последующие годы в связи с разводами, которые не одобряются католической церковью, перешёл в религию своей последней жены — церковь Христа.
Фонд памяти убитой и отказ от оружия на съёмках
В октябре 2021 года после смерти Галины Хатчинс её учителя и друзья из Американского института кино учредили Мемориальный стипендиальный фонд Галины Хатчинс, предназначенный для поддержки образования женщин-кинематографистов. Вдовец Галины Мэтт Хатчинс одобрил проект и попросил всех, кто желает почтить её память, сделать пожертвование в фонд.
Смерть Хатчинс вдохновила на призывы к реформе безопасности оружия на съемочных площадках. Алекси Хоули, продюсер полицейского процедурной драмы «Новичок», подтвердил, что после смерти Хатчинс всё боевое оружие в сериале должно быть заменено на оружие для страйкбола и компьютерные вспышки. Эрик Крипке, шоураннер американского сериала о супергероях «Пацаны», также пообещал запретить холостое и огнестрельное оружие в своем шоу. Кинорежиссёр Бандар Альбуливи позже предложил полностью запретить использование настоящего оружия на съёмочных площадках. Его прошение о создании «Закона Галины» поддержала актриса и режиссёр Оливия Уайлд.